# Wil (kanton Zurych)
Wil – miejscowość i gmina (Politische Gemeinde) w północnej Szwajcarii, w kantonie Zurych, w okręgu (Bezirk) Bülach. Leży przy granicy niemiecko-szwajcarskiej.

## Demografia
W Wil mieszkają 1564 osoby. W 2021 roku 14,6% populacji gminy stanowiły osoby urodzone poza Szwajcarią.

## Osoby

### związane z gminą
- Carl Biedermann (1824–1894) – poeta, od 1850 roku mieszkał tutaj

## Transport
Przez teren gminy przebiega droga główna nr 4.